# Piper trachyphyllum
Piper trachyphyllum là một loài thực vật thuộc họ Piperaceae. Đây là loài đặc hữu của Ecuador.